# Lệnh truy nã đỏ
Lệnh truy nã đỏ (tựa gốc tiếng Anh: Red Notice) là một bộ phim hài hành động của Mỹ năm 2021 do Rawson Marshall Thurber viết kịch bản, đạo diễn kiêm sản xuất. Dwayne Johnson – cũng đóng vai trò nhà sản xuất của dự án – thủ vai một đặc vụ FBI bất đắc dĩ phải miễn cưỡng hợp tác với một tên trộm tác phẩm nghệ thuật lừng danh – do Ryan Reynolds thủ vai – để tóm một tên tội phạm khét tiếng hơn – do Gal Gadot thủ vai. Phim đánh dấu lần hợp tác thứ ba giữa Thurber và Johnson, sau Điệp viên không hoàn hảo (2016) và Tòa tháp chọc trời (2018).
Dự án ban đầu dự kiến sẽ do Universal Pictures chịu trách nhiệm phát hành, tuy nhiên sau đó bộ phim đã được Netflix mua lại và phân phối. Tác phẩm được ra mắt tại một số lượng giới hạn các rạp chiếu vào ngày 5 tháng 11 năm 2021 trước khi được phát hành trực tuyến trên nền tảng Netflix vào ngày 12 tháng 11 năm 2021. Lệnh truy nã đỏ nhận được nhiều đánh giá trái chiều từ các nhà phê bình và phản ứng tích cực từ phía khán giả cho phần diễn xuất của dàn diễn viên – đặc biệt là Reynolds và Johnson – cũng như tính dí dỏm cùng phần hành động và kỹ xảo điện ảnh mãn nhãn. Tác phẩm là phim điện ảnh được xem nhiều nhất trong tuần đầu ra mắt của Netflix, cũng như là phim điện ảnh được xem nhiều nhất trong vòng 28 ngày kể từ ngày phát hành trên nền tảng này. Đây cũng là tựa phim được xem trực tuyến nhiều thứ 5 trong năm 2021.
Hai phần phim tiếp theo đang trong quá trình phát triển và sẽ được quay liên tiếp nhau, trong đó Johnson, Reynolds và Gadot sẽ tiếp tục đảm nhiệm các vai diễn trong phần phim đầu.

## Nội dung
Hai nghìn năm trước, tướng quân La Mã Mark Antony đã tặng nữ hoàng Ai Cập Cleopatra ba quả trứng nạm ngọc làm quà cưới tượng trưng cho sự tận tâm của ông. Những quả trứng bị thất lạc theo thời gian cho đến khi hai quả trứng được một người nông dân tìm thấy vào năm 1907, nhưng quả cuối cùng đến nay vẫn bị thất lạc. Năm 2021, Đặc vụ FBI John Hartley được giao nhiệm vụ hỗ trợ Đặc vụ Interpol Urvashi Das điều tra vụ trộm một trong những quả trứng được trưng bày tại Lâu đài Thiên Thần ở Roma. Khi người đứng đầu bộ phận an ninh bác bỏ những mối lo ngại, Hartley đã chứng minh quả trứng đang được trưng bày là hàng giả và quả trứng thật đã bị đánh cắp. Tuy nhiên, trước khi căn phòng được đóng kín cửa, tay trộm nghệ thuật quốc tế Nolan Booth đã đánh cắp quả trứng thành công.
Booth trốn về nhà ở Bali cùng với quả trứng, nhưng Hartley cùng với Das và đội đột kích của Interpol đã chờ sẵn ở đó. Họ bắt Booth và giữ quả trứng. Mọi người không biết rằng Sarah "Quân Tượng" Black – đối thủ chính của Booth – đã cải trang thành một trong những thành viên của đội đột kích, hoán đổi quả trứng thật bằng một món đồ giả khác. Ngày hôm sau, Das đối mặt với Hartley và tống anh vào một nhà tù xa xôi ở Nga trong cùng phòng giam với Booth, vì tin rằng anh phải chịu trách nhiệm về vụ trộm. "Quân Tượng" bất ngờ xuất hiện ở nhà tù và đề nghị hợp tác với Booth tìm kiếm quả trứng thứ ba vì Booth đã biết nơi nó được cất giấu. Booth từ chối lời đề nghị của cô. Hartley sau đó đề nghị anh và Booth hợp tác để đánh bại cô. Nếu Booth giúp anh bắt cô, Booth sẽ trở thành kẻ trộm nghệ thuật số một trên thế giới. Cả hai trốn thoát khỏi nhà tù và đến Valencia để đánh cắp quả trứng thứ hai, hiện đang nằm trong tay tên trùm buôn vũ khí khét tiếng Sotto Voce – kẻ vốn đang tổ chức một vũ hội hóa trang. Ở vũ hội, cả hai chạm trán "Quân Tượng", người cũng đang có ý định đánh cắp quả trứng. Cả ba đến phòng kín của Voce, nơi Hartley và Booth chiến đấu với "Quân Tượng". Voce đến căn phòng và "Quân Tượng" tiết lộ rằng cô đang làm việc cho Voce.
"Quân Tượng" và Voce tra tấn Hartley cho đến khi Booth tiết lộ vị trí của quả trứng thứ ba. "Quân Tượng" lật mặt, hạ gục Voce và lên đường tới Ai Cập, nơi Booth xác nhận quả trứng đang ở đó. Sau khi rời khỏi Valencia, Booth tiết lộ với Hartley rằng quả trứng thực ra đang ở Argentina, một địa điểm chỉ anh mới biết vì nó được khắc trên chiếc đồng hồ mà người bố quá cố của anh sở hữu – món đồ này từng thuộc về Rudolph Zeich, người phụ trách nghệ thuật riêng của Adolf Hitler. Bộ đôi tìm kiếm tọa độ quả trứng trong khu rừng của Argentina. Ở tọa độ này là một boongke bí mật, bên trong là vô số đồ tạo tác của Đức Quốc Xã, trong số đó có quả trứng thứ ba. "Quân Tượng" bất ngờ xuất hiện để đánh cắp quả trứng từ bộ đôi, nhưng bị Das và đội cảnh sát địa phương ngăn cản. Hartley, Booth và "Quân Tượng" chạy thoát trên chiếc Mercedes-Benz 770 đời 1931, đằng sau là Das truy đuổi trên một chiếc xe bọc thép. Cuối cùng, cả ba thoát ra gần đỉnh thác nước. Booth bơi vào bờ cùng với quả trứng và phát hiện ra rằng Hartley và Black thực ra là một cặp yêu nhau, Hartley không phải đặc vụ FBI mà là một kẻ lừa đảo giống bố của anh – và "Quân Tượng" là bí danh của cả hai người. Booth đầu hàng và giao nộp quả trứng thứ ba, Hartley và Black rời đi, bỏ mặc Booth bị còng tay tại đó.
Tại Cairo, Hartley và Black giao ba quả trứng cho một tỷ phú Ai Cập trong đám cưới của con gái ông ta – với sự góp mặt của khách mời Ed Sheeran. Đám cưới sau đó bị gián đoạn bởi cuộc đột kích của đội Interpol và Das – họ đã bắt giữ cô dâu và người bố tỷ phú. Sáu tháng sau tại Sardegna, Hartley và Black gặp lại Booth. Booth thông báo với họ rằng anh đã nói với Das về tài khoản tại Quần đảo Cayman của cả hai chứa khoản thanh toán 300 triệu USD, và Das đã đóng băng tài khoản này. Booth cũng tiết lộ rằng Interpol đang trên đường tới bắt giữ bộ đôi, nhưng cho họ cơ hội trốn thoát nếu họ giúp anh thực hiện một vụ trộm mới mà trong đó cả ba người sẽ phải hợp tác; họ đồng ý và trốn thoát. Das đặt lệnh truy nã đỏ cho cả Booth, Hartley và Black, cùng lúc đó bộ ba bắt đầu vụ trộm tại Viện bảo tàng Louvre, Paris.

## Diễn viên
- Dwayne Johnson vai John Hartley
- Ryan Reynolds vai Nolan Booth
- Gal Gadot vai Sarah Black / Quân Tượng
- Chris Diamantopoulos vai Sotto Voce
- Ritu Arya vai Thanh tra Urvashi Das
- Ivan Mbakop vai Tambwe
- Vincenzo Amato vai Giám đốc Gallo
- Rafael Petardi vai Giám đốc An ninh Ricci

Ngoài ra, Daniel Bernhardt cũng xuất hiện với tư cách khách mời trong vai diễn Drago Grande. Ca sĩ kiêm người viết lời nhạc Ed Sheeran cũng tham gia một vai khách mời không ghi danh.

## Sản xuất

### Phát triển
Ngày 8 tháng 2 năm 2018, có thông tin cho biết các hãng phim lớn đang đối đầu nhau trong cuộc chiến giành quyền phân phối cho một bộ phim hài hành động của Dwayne Johnson và biên kịch kiêm đạo diễn Rawson Marshall Thurber. Universal Pictures, Warner Bros. Pictures, Sony Pictures và Paramount Pictures đều được cân nhắc cho vai trò này. Dự án sẽ được sản xuất bởi Beau Flynn thông qua công ty sản xuất Flynn Picture Company, và Johnson, Dany Garcia và Hiram Garcia thông qua công ty Seven Bucks Productions, cùng Thurber's Bad Version Inc., với Wendy Jacobson đảm nhiệm vai trò giám đốc sản xuất. Một ngày sau, một nguồn tin cho biết Universal và Legendary đã chiến thắng trong cuộc chiến đấu thầu.
Gal Gadot được xác nhận đóng cùng với Johnson vào tháng 6 năm 2018, và Ryan Reynolds được thêm vào bộ diễn viên chính vào tháng 7 năm 2019. Ritu Arya và Chris Diamantopoulos cũng được xác nhận vào tháng 2 năm 2020. Johnson, Reynolds và Gadot, mỗi người được trả 20 triệu USD để thủ ba vai chính trong phim, trong khi Thurber được trả 10 triệu USD để biên kịch và đạo diễn. Sau khi hoàn thành bộ phim, Gadot trở thành nữ diễn viên được trả lương cao thứ ba trên thế giới trong năm 2020.

### Quay phim
Quá trình quay phim chính bắt đầu vào ngày 3 tháng 1 năm 2020 tại Atlanta, Georgia. Trước đó, quá trình sản xuất bộ phim dự kiến sẽ bắt đầu vào tháng 4 năm 2019, sau khi Johnson hoàn thành công tác quay phim cho dự án Trò chơi kỳ ảo: Thăng cấp (2019). Ngày 8 tháng 7 năm 2019, kế hoạch quay phim bị trì hoãn đến đầu năm 2020. Một buổi quay phim theo kế hoạch ở Ý đã bị hủy bỏ do những ảnh hưởng của đại dịch COVID-19 ở nước này. Ngày 14 tháng 3, có nguồn tin cho biết công tác sản xuất của phim đã bị tạm dừng vô thời hạn do ảnh hưởng của đại dịch COVID-19 nói chung.
Quá trình quay phim được tiếp tục trở lại vào ngày 14 tháng 9 năm 2020. Reynolds và Gadot hoàn thành việc quay các cảnh của cả hai vào cuối tháng 10. Công tác sản xuất tại Atlanta được hoàn thành vào ngày 14 tháng 11, trước khi chuyển đến Roma và Sardegna, Ý cho một tuần bấm máy. Việc quay phim ở Ý được hoàn thành vào ngày 18 tháng 11. Bộ phim đã được bật đèn xanh với kinh phí sản xuất ước tính là 160 triệu USD và vào thời điểm tác phẩm được phát hành, chi phí được báo cáo đã lên tới 200 triệu USD, khiến tác phẩm trở thành phim điện ảnh đắt nhất trong lịch sử của Netflix.
Lệnh truy nã đỏ là một trong những phim điện ảnh đầu tiên sử dụng FPV Drone để quay phim. Phi công FPV Johnny Schaer cũng tham gia quá trình quay phim. Nghệ sĩ hiệu ứng hình ảnh Richard R. Hoover đảm nhiệm vai trò giám sát hiệu ứng hình ảnh tổng thể cho bộ phim.

### Âm nhạc
Ngày 26 tháng 2 năm 2020, Steve Jablonsky được xác nhận sẽ đảm nhiệm vai trò soạn nhạc cho Lệnh truy nã đỏ. Jablonsky trước đây đã hợp tác với đạo diễn Rawson Marshall Thurber cho phần nhạc nền của Tòa tháp chọc trời vào năm 2018. Các nhạc phẩm khác xuất hiện trong phim bao gồm "Sabotage" của Beastie Boys, "Época" của Gotan Project, "Amado Mio" của Pink Martini, "Downtown" của Tony Hatch, "The Raider's March" của John Williams, "Libertango" của Astor Piazzolla", "Perfect "của Ed Sheeran, "Notorious B.I.G." của The Notorious B.I.G., và "On the Run" của Naz Tokio đã được nghe xuyên suốt phần danh đề phim.

## Phát hành
Ban đầu hãng Universal đã lên lịch khởi chiếu cho bộ phim vào ngày 12 tháng 6 năm 2020. Lịch chiếu này sau đó bị hoãn lại năm tháng đến ngày 13 tháng 11 năm 2020. Netflix sau đó tiếp quản Lệnh truy nã đỏ vào ngày 8 tháng 7 năm 2019, chuyển bộ phim sang một ngày phát hành không xác định vào năm 2021. Trong một video và thư gửi cổ đông vào tháng 4 năm 2021, đồng tổng giám đốc điều hành kiêm giám đốc nội dung của Netflix – Ted Sarandos – đã xác nhận rằng phim sẽ ra mắt vào quý 4 năm 2021. Lệnh truy nã đỏ được ra mắt tại một số lượng giới hạn các rạp chiếu vào ngày 5 tháng 11 năm 2021, trước khi được phát hành trực tuyến trên Netflix vào ngày 12 tháng 11 năm 2021. Reynolds, một người hâm mộ đội bóng Wrexham A.F.C. ở xứ Wales, đã yêu cầu cung cấp phụ đề tiếng Wales cho bản phát hành Netflix của bộ phim.

### Quảng bá
Tại Philippines, có báo cáo rằng quả địa cầu tại SM Mall of Asia đã bị máy bay trực thăng đánh cắp vào ngày 13 tháng 11 năm 2021. Cảnh sát thành phố Pasay sau đó đã đưa ra thông báo rằng quả địa cầu không bị đánh cắp và chỉ đang được "bảo trì để phục vụ chiến lược tiếp thị". Quả địa cầu được bao phủ trong giàn giáo. Ban quản lý trung tâm mua sắm đã đưa ra tuyên bố một ngày sau đó rằng toàn cầu đã "trở lại" và tiết lộ rằng vụ trộm được cho là đã được dàn dựng như một phần của chiến lược quảng cáo cho Lệnh truy nã đỏ. Sự việc quả địa cầu bị đánh cắp đã trở thành một chủ đề thịnh hành trên Twitter.
Bộ phim cũng chứng kiến sự kết hợp giữa quảng cáo với chương trình đấu vật chuyên nghiệp WWE – nơi Dwayne Johnson đã tham gia đấu vật và trở nên nổi tiếng với cái tên "The Rock". Ngoài việc quảng bá cho bộ phim trong sự kiện Survivor Series vào ngày 21 tháng 11 năm 2021, một cốt truyện liên quan đến quả trứng của Cleopatra bị đánh cắp trong chương trình cũng được thực hiện.

## Đón nhận

### Lượt xem trực tuyến
Với kinh phí sản xuất lên tới 200 triệu USD của bộ phim cùng tuyên bố của Giám đốc điện ảnh toàn cầu Scott Stuber của Netflix rằng "những bộ phim trụ cột có kinh phí lớn [cần] thu hút hơn 70 triệu người xem trong vòng 28 ngày đầu tiên kể từ khi phát hành", The New York Observer ước tính rằng Lệnh truy nã đỏ sẽ cần khoảng 200 triệu giờ xem (tức khoảng 83 triệu người xem hộ gia đình) để được coi là một tác phẩm thành công.
Lệnh truy nã đỏ trở thành phim điện ảnh được xem nhiều nhất trên Netflix trong ngày đầu tiên phát hành. Theo Samba TV, tác phẩm đã được xem bởi 4,2 triệu hộ gia đình ở Hoa Kỳ, 721.000 hộ ở Anh Quốc, 332.000 hộ ở Đức và 42.000 hộ ở Úc trong ba ngày đầu ra mắt. TV Time báo cáo rằng đây là bộ phim được xem nhiều thứ hai tại Hoa Kỳ trong tuần ra mắt đầu tiên. Bảng xếp hạng 10 phim nói tiếng Anh hàng tuần của Netflix cho thấy đây là phim điện ảnh được phát trực tuyến nhiều nhất với 148,72 triệu giờ đã được xem – là lượng người xem cao nhất cho bất kỳ bộ phim nào trên Netflix trong tuần đầu tiên ra mắt. Lệnh truy nã đỏ cũng được xếp trong top 10 phim hàng đầu của Netflix tại 94 quốc gia. Theo Nielsen, đây là phim điện ảnh được xem nhiều nhất ở Hoa Kỳ, với 1.843 triệu phút đã được xem, với lượng khán giả trong độ tuổi 18–34, 35–49 và 50–64 đều chiếm một phần tư tổng số khán giả của mỗi độ tuổi đó. Trong tuần thứ hai phát hành, Lệnh truy nã đỏ đạt lượt xem ở mức 129,11 triệu giờ, trở thành bộ phim được xem nhiều thứ hai trên Netflix trong vòng 28 ngày kể từ ngày phát hành. Tác phẩm vẫn giữ vững vị trí trên bảng xếp hạng phim điện ảnh của Nielsen, với lượt xem đạt 1.710 triệu phút. Trong vòng mười một ngày kể từ ngày phát hành, tác phẩm đã vượt qua Lồng chim để trở thành bộ phim được xem nhiều nhất trên Netflix trong vòng 28 ngày kể từ ngày phát hành.
Lệnh truy nã đỏ tiếp tục giữ vững vị trí trên bảng xếp hạng của Netflix trong tuần thứ ba với 50,65 triệu giờ xem. Phim cũng nằm trong top 10 bảng xếp hạng của nền tảng này ở 94 quốc gia trong tuần thứ hai và thứ ba, trong khi đó TV Time báo cáo rằng đây là phim điện ảnh được xem nhiều nhất ở Hoa Kỳ trong cả hai tuần. Theo Nielsen, Lệnh truy nã đỏ vẫn là phim điện ảnh được xem nhiều nhất ở Hoa Kỳ trong tuần thứ ba với tổng lượt xem là 953 triệu phút. Tuần thứ tư chứng kiến Lệnh truy nã đỏ bị tụt xuống vị trí thứ ba trên bảng xếp hạng của Netflix với 25,4 triệu giờ xem, trong khi theo TV Time, tác phẩm này vẫn là phim điện ảnh được xem nhiều nhất tại Hoa Kỳ trong tuần. Bộ phim cũng rơi xuống vị trí thứ ba trên bảng xếp hạng của Nielsen, với tổng thời lượng xem là 353 triệu phút. Tuần kế đó, Lệnh truy nã đỏ vươn lên vị trí thứ hai trên bảng xếp hạng của Netflix với tổng lượt xem là 18,01 triệu giờ, trong khi đó lại tụt xuống vị trí thứ hai trên bảng xếp hạng của TV Time. Theo Nielsen, tác phẩm vẫn là bộ phim được xem nhiều thứ ba ở Hoa Kỳ với tổng thời lượng xem là 280 triệu phút. Trong tuần thứ sáu, bộ phim tụt xuống vị trí thứ tư trên Netflix với tổng thời lượng xem là 12,71 triệu giờ, đồng thời tụt xuống vị trí thứ tư trên bảng xếp hạng của TV Time.
Netflix tiết lộ vào ngày 28 tháng 12 năm 2021 rằng Lệnh truy nã đỏ đã tích lũy được tổng thời lượng xem là 364,02 triệu giờ trong 28 ngày đầu tiên phát hành. Theo Samba TV, bộ phim đã được xem ở 9,8 triệu hộ gia đình trong 30 ngày đầu ra mắt. Trong tuần thứ bảy, bộ phim tụt xuống vị trí thứ bảy trên bảng xếp hạng hàng tuần của Netflix dành cho phim tiếng Anh, với 12,14 triệu giờ được xem, đồng thời đứng thứ bảy trên bảng xếp hạng phim được phát trực tuyến nhiều nhất trong tuần của TV Time tại Hoa Kỳ. Nielsen tuyên bố rằng đây là phim điện ảnh được phát trực tuyến nhiều thứ năm ở Hoa Kỳ trong năm 2021 với 5,528 triệu phút được xem. Vào tuần thứ tám phát hành, Lệnh truy nã đỏ vươn lên vị trí thứ năm trên bảng xếp hạng hàng tuần của Netflix với tổng lượt xem đạt 14,54 triệu giờ, trong khi theo Nielsen, đây là phim được phát trực tuyến nhiều thứ bảy tại Hoa Kỳ với tổng lượt xem là 288 triệu phút. Trong tuần thứ chín, bộ phim đứng ở vị trí thứ sáu với 11,09 triệu giờ được xem. Tác phẩm vẫn giữ vững vị trí này trong tuần tiếp theo với 8,71 triệu giờ được xem. Ở tuần thứ mười một, Lệnh truy nã đỏ tụt xuống hạng thứ tám với tổng lượt xem là 7,31 triệu giờ. Tuần sau đó, bộ phim lại vươn lên vị trí thứ sáu mặc dù lượt giờ xem giảm xuống còn 6,54 triệu giờ. Tác phẩm vẫn nằm trong top 10 bảng xếp hạng phim nói tiếng Anh trên Netflix trong suốt ba tháng.

### Doanh thu phòng vé
Trong khi Netflix không tiết lộ tổng doanh thu phòng vé của các phim điện ảnh mà công ty phát hành, trang Deadline Hollywood báo cáo rằng bộ phim đã thu về khoảng 1,25–1,5 triệu USD từ 750 rạp chiếu trong dịp cuối tuần ra mắt. Tính đến ngày 15 tháng 11, tổng doanh thu chiếu rạp của phim ước tính vào khoảng 2 triệu USD.

### Đánh giá chuyên môn
Trên hệ thống tổng hợp kết quả đánh giá Rotten Tomatoes, phim nhận được 36% lượng đồng thuận dựa theo 170 bài đánh giá, với điểm trung bình là 4,8/10. Các chuyên gia của trang web nhất trí rằng: "Kinh phí lớn cùng dàn sao hạng A của Lệnh truy nã đỏ cộng với phần hành động dí dỏm khéo léo có phần lòe loẹt chỉ khiến kết quả trở nên đáng thất vọng hơn." Trên trang Metacritic, phần phim đạt số điểm 37 trên 100, dựa trên 38 nhận xét, chủ yếu là những ý kiến tiêu cực.
Peter Debruge của Variety gọi Lệnh truy nã đỏ là một "vui nhộn, dồn dập và thường gây cười" kèm bình luận: "Mọi thứ đều rất thông minh, miễn là bạn không nhìn nhận bộ phim quá kỹ lưỡng. Lệnh truy nã đỏ có thể là vòng quay của Thurber với National Treasure, cùng một chút DNA từ tác phẩm Gunga Din kinh điển của RKO." David Rooney của The Hollywood Reporter nhận xét: "Bạn không thể tranh luận với giá trị cơ bắp của dàn nhân vật chính Dwayne Johnson, Ryan Reynolds và Gal Gadot trong một bộ phim giật gân hành động đầy dồn dập, mượt mà kết hợp với hài kịch dí dỏm này, ngay cả khi đó là một bộ phim không có tí calo giải trí nào như Lệnh truy nã đỏ." Đánh giá bộ phim cho Los Angeles Times, Justin Chang đã viết: "Một lời nhắc nhở đáng buồn về những gì Hollywood coi là các chất liệu 'nguyên bản' ngày nay, Lệnh truy nã đỏ chính là một trong những khuyết điểm dài dòng phức tạp, tự phát sinh đến mức khó chịu [...]. Cuối cùng, những thứ sáo rỗng ấy khiến chúng ta muốn được nghỉ ngơi."

## Tương lai
Bắt đầu từ tháng 8 năm 2020, đã có thông tin cho rằng Netflix đang tìm cách phát triển các phần phim tiếp theo cho Lệnh truy nã đỏ. Tháng 11 năm 2021, Hiram Garcia tiết lộ Thurber đã chính thức giới thiệu phần tiếp theo và tất cả các nhà sáng tạo đều lạc quan về việc phát triển nó, đồng thời thông báo rằng Netflix đã chính thức xác nhận rằng hãng quan tâm tới việc phát triển tác phẩm thành một loạt phim. Nhà sản xuất cho biết phần tiếp theo có thể sẽ bao gồm bộ ba ngôi sao tham gia vào các vụ trộm khác diễn ra trên khắp thế giới, đồng thời tái khẳng định rằng việc phát triển các phần phim này còn phụ thuộc vào sự đón nhận của phần phim đầu tiên.
Johnson đã ăn mừng sự đón nhận tích cực của khán giả đối với Lệnh truy nã đỏ trên các trang mạng xã hội của anh, đồng thời tiết lộ rằng sẽ "còn nhiều điều hơn thế nữa". Sau thông tin bản phát hành đã lập kỷ lục về tổng lượng người xem mọi thời đại cho Netflix, Johnson tiếp tục đưa ra một thông báo về bộ phim trong tương lai. Thurber sau đó cho biết nếu như phần phim tiếp theo được bật đèn xanh, anh sẽ thực hiện quay hai phần phim liên tiếp nhau. Tháng 12 năm 2021, Hiram Garcia một lần nữa thảo luận về kế hoạch cho phần tiếp theo, đồng thời cho biết đoạn kết của Lệnh truy nã đỏ sẽ thiết lập câu chuyện cho tương lai.
Đến tháng 1 năm 2022, có nguồn tin xác nhận hai phần phim tiếp theo đang chính thức được phát triển và sẽ được quay liên tiếp nhau. Thurber một lần nữa sẽ đảm nhận vai trò biên kịch kiêm đạo diễn, trong khi Johnson, Reynolds và Gadot sẽ trở lại đảm nhận các vai diễn trong phần phim đầu. Các phần phim tiếp theo cũng sẽ có một số diễn viên phụ, được lên kế hoạch tương tự như dàn nhân vật trong loạt phim Ocean's. Johnson, Hiram Garcia, Dany Garcia, Thurber và Beau Flynn sẽ tiếp tục đảm nhiệm vai trò sản xuất. Các phần phim này sẽ là sản phẩm liên doanh giữa Seven Bucks Productions, Flynn Pictures Co, Bad Version Productions, Netflix Original Films và sẽ đều được phân phối bởi Netflix.